# Xiaomi Redmi 3/3S/3X
Xiaomi Redmi 3 — смартфон, разработанный китайской компанией Xiaomi, имеющий сразу несколько модификаций. Данное устройство относится к третьему поколению бюджетного семейства RedMi (Красный рис).

## Аппаратное обеспечение

### Xiaomi Redmi 3/Redmi 3 Pro
Версии Redmi 3 и Redmi 3 Pro имеют 64-bit процессор Qualcomm MSM8939v2 Snapdragon 616, (4x1.5 ГГц Cortex A-53 + 4x1.2 ГГц Cortex A-53) и видеоускоритель Adreno 405. Так же обе модификации имеют IPS экран с диагональю 5 дюймов и разрешением 1280x720 пикселей и могут похвастаться аккумулятором на 4100 мАч. К тому же смартфоны имеют тыловую камеру на 13 Мп и фронтальную камеру на 5 Мп. Присутствует поддержка двух SIM-карт. Стандартная версия имеет 2 Гб оперативной памяти и 16 Гб встроенной. Старшая же версия смартфона имеет 3 Гб ОЗУ, 32 Гб ПЗУ, аппаратный гироскоп и сканер отпечатка пальца на задней крышке. Задняя часть корпуса обоих смартфонов выполнена из металла. Обе версии работают под управлением MIUI на основе версии Android 5.1.1.

### Xiaomi Redmi 3S/3X
Новая модификация Redmi 3 Pro, отличающаяся новым процессором Qualcomm Snapdragon 430 (4x1.4 ГГц Cortex A-53 + 4x1.1 ГГц Cortex A-53) и видеоускорителем Adreno 505. Модификация 3S имеет два варианта исполнения, отличающиеся количеством ОЗУ и ПЗУ: 2/16 Гб и 3/32 Гб соответственно. Модификация 3X, предназначенная для китайского рынка, отличается вариантом памяти 2/32 Гб. Обе версии работают под управлением MIUI на основе Android 6.0.1.